# ایا ویلپاس
اِیّا ویلپاس (فنلاندی: Eija Vilpas؛ زادهٔ ۱۷ ژوئیهٔ ۱۹۵۷) بازیگر، صداپیشه و فیلم‌نامه‌نویس اهل فنلاند است.
از فیلم‌هایی که وی در آن نقش داشته‌است می‌توان به شب روی زمین و جاده شمال اشاره کرد.